# Coll del Télégraphe

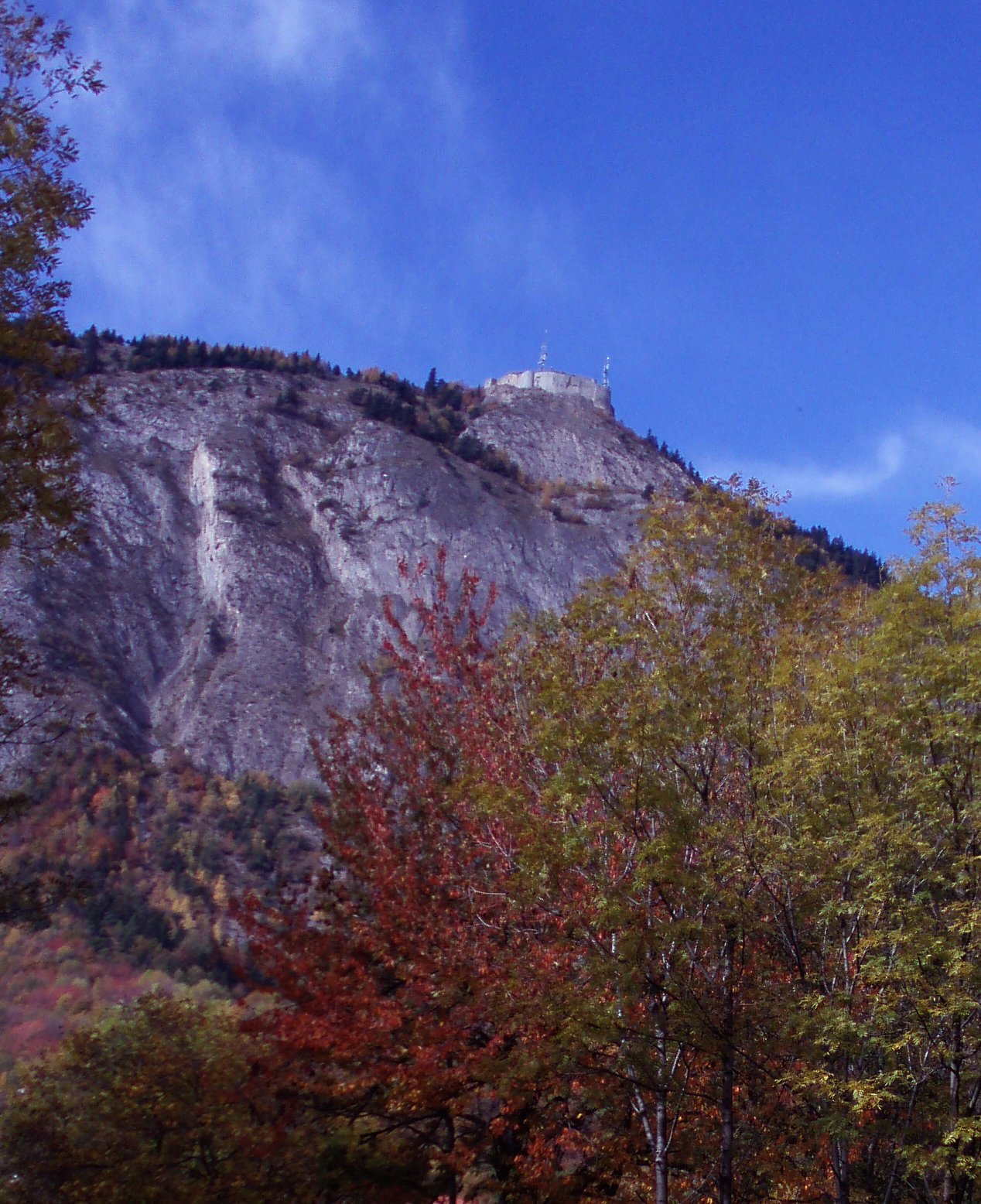
El fortí del Coll del Télégraphe

El Coll del Télégraphe és un port de muntanya dels Alps situat a la vall de Mauriena entre l'extrem oriental del massís d'Arvan-Villards i el massís des Cerces.
El port uneix Saint-Michel-de-Maurienne al nord amb Valloire al sud, a més de ser un punt d'accés al coll del Galibier pel vessant nord.
Aquesta ruta se sol usar en l'ascensió del coll del Galibier al Tour de França.

## Altimetria
Pel vessant nord, que comença a Saint-Michel-de-Maurienne, l'ascensió fa 11,8 km de longitud i guanya 856 metres d'altitud (un pendent mitjà del 7,3%). El pendent màxim és del 9,8% al cim.
Pel vessant sud, l'ascensió comença a Valloire, fa 4,8 km de longitud i té un pendent mitjà del 3,4%.

## Al Tour de França
El Tour de França va escalar el coll del Télégraphe per primer cop l'any 1911, i el primer ciclista a passar-lo va ser Émile Georget.
Des del 1947, el Tour de França ha passat el coll del Télégraphe vint-i-nou vegades. Tanmateix, només ha donat punts per la classificació de la muntanya divuit cops, ja que a vegades se l'ha tractat com a part del descens del coll del Galibier.
L'últim ciclista en passar el Télégraphe en primer lloc va ser l'eslovè Primož Roglič l'any 2017.
| - 1911: Émile Georget - 1912: Eugène Christophe - 1924: Bartolomeo Aimo - 1933: Vicente Trueba - 1934: Federico Ezquerra - 1935: Francesco Camusso - 1936: Romain Maes - 1937: Pierre Gallien - 1947: Fermo Camellini - 1952: Jean Le Guilly - 1955: Charly Gaul - 1957: Gastone Nencini - 1964: Federico Bahamontes - 1966: Julio Jiménez - 1967: Julio Jiménez | - 1969: Joaquim Galera - 1972: Pietro Campagnari - 1973: José Manuel Fuente - 1974: Herman Van Springel - 1979: Giovanni Battaglin - 1993: Thierry Claveyrolat - 1996: neutralitzada - 1998: Rodolfo Massi - 1999: José Luis Arrieta - 2003: Pierrick Fédrigo - 2005: Santiago Botero - 2007: Mikel Astarloza - 2011: Gorka Izagirre - 2017: Primož Roglič - 2022: Pierre Latour |